# Gustav Lührsen
Gustav Lührsen (* 9. März 1805 in Hamburg; † 2. Mai 1868 ebenda) war ein Hamburger Jurist und Anreger eines einheitlichen deutschen Grundbuchwesens.

## Leben
Lührsen war der Sohn des Hamburger Advokaten Conrad Otto Lührsen (1770–1804) und seiner Ehefrau Johanna Henriette Keller aus Magdeburg (1773–1850). Er heiratete am 27. April 1837 Charlotte Jauch (* 1811 in Hamburg; † 1872 in Konstantinopel), Tochter des Großkaufmanns Johann Christian Jauch senior. Er war der Vater von Johannes Lührsen.

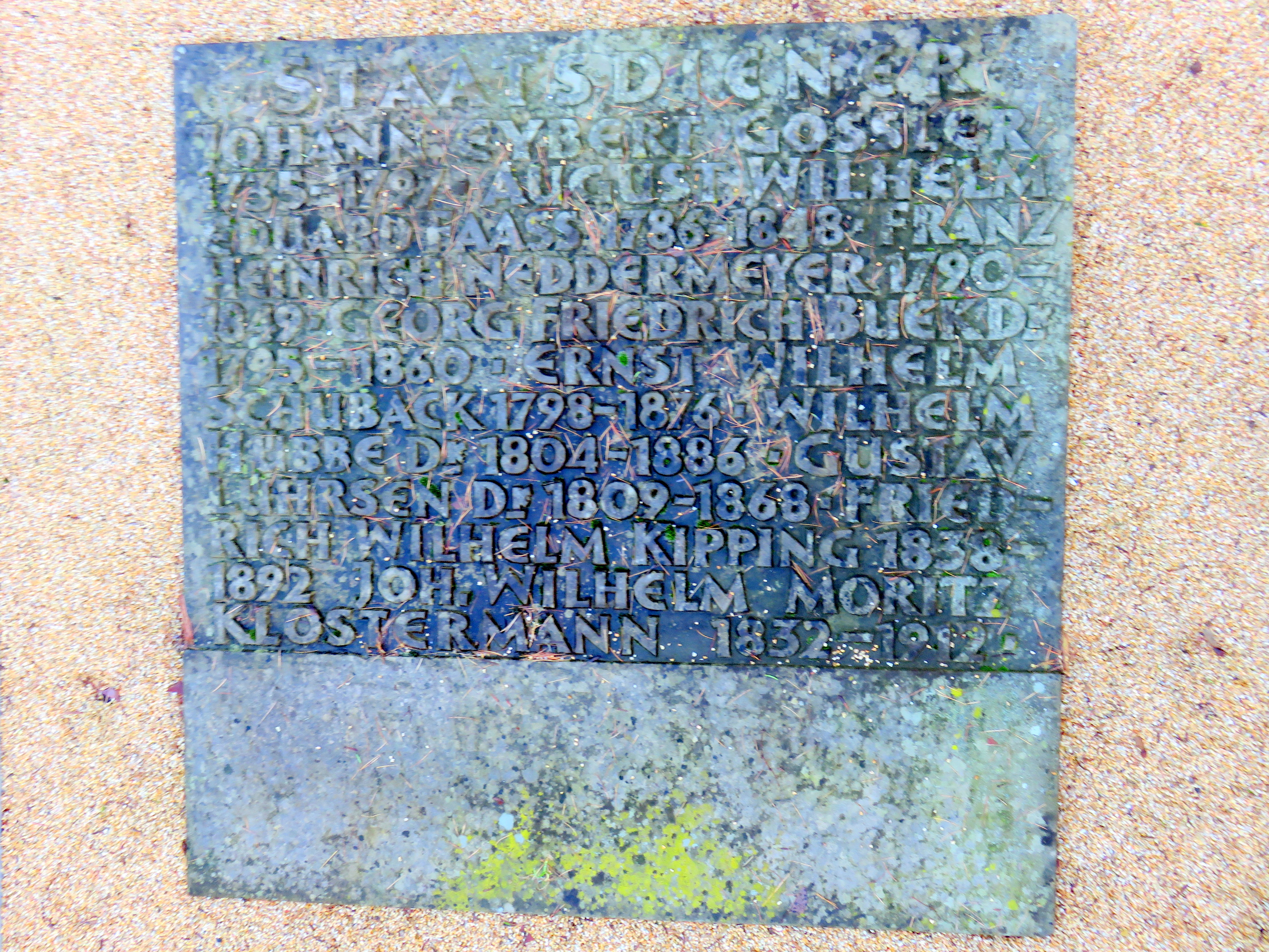
„Gustav Lührsen, Dr. 1809-1868“, Sammelgrabmal Staatsdiener,
Friedhof Ohlsdorf

Lührsen besuchte das Johanneum in Hamburg und studierte Rechtswissenschaften an den Universitäten Göttingen und Heidelberg. In Göttingen wurde er 1825 zusammen mit dem späteren Hamburger Bürgermeister Carl Friedrich Petersen Mitstifter des nur kurze Zeit bestehenden Corps Hansea, zeitweilig auch Corps Hammonia genannt. In Heidelberg wurde er zum Doktor beider Rechte promoviert. Lührsen betätigte sich zunächst ebenso wie sein Vater als Advokat, trat dann aber in die Dienste der Hansestadt Hamburg, bei der er 1843 Erster Beamter der Hypotheken-Verwaltung wurde. Er war der Verfasser der Hamburgischen Hypotheken-Ordnung. Mit seiner Schrift „Der Stadt Hamburg Erbe- und Rente-Buch oder Grund-Eigenthum- und Hypotheken-Buch-Ordnung – Ein Gesetz-Entwurf“ (Hamburg 1860 bei Nestler und Melle), die er dem 5. Deutschen Juristentag vorlegte, gab er den Anstoß zur später im Deutschen Reich geltenden Grundbuchordnung.
Lührsen war langjähriger Direktor der Gesellschaft Harmonie von 1789 e.V. in Hamburg.
In Hamburg wird auf dem Ohlsdorfer Friedhof auf der Sammelgrabmalplatte Staatsdiener des Althamburgischen Gedächtnisfriedhofs an „Gustav Lührsen, Dr. 1809-1868“ erinnert.